# Vindkraft i Frankrike
Frankrike har varit relativt sent med att bygga ut vindkraft, men har sedan 2005 sett en snabb utbyggnad och bedöms ha en stor potential. Den största utbyggnaden har skett i de nordöstra delarna av landet.
Den första havbaserade vindkraftsparken, Saint-Nazaire, togs i drift 2022 och landet satsar även på flytande vindkraftverk.